# La clemenza di Scipione
La clemenza di Scipione (en español, La clemencia de Escipión) es una ópera seria en tres actos con música de Johann Christian Bach y libreto en italiano anónimo. El libreto desarrolla el tema de la historia clásica denominado la clemencia de Escipión
Se estrenó el 4 de abril de 1778 en el King's Theatre de Londres y es la última obra teatral que el Bach londinense compuesta para la capital inglesa, y en total su penúltima ópera; de hecho, al año siguiente, con la puesta en escena de la tragédie lyrique Amadis de Gaule en París, terminó la carrera del compositor, que lo había visto activo durante casi veinte años en los teatros primero italianos y luego londinenses.
La clemenza di Scipione está considerada en términos generales la mejor ópera que J. C. Bach compuso para Londres y la que adquirió mayor éxito. Como testimonio de ello, el drama fue repuesto en escena en el mismo teatro en el año 1805, pocos años después del fallecimiento del autor, probablemente gracias al apoyo de una alumna, una tal Mrs. Billington (caso excepcional para la época, en cuando las óperas usualmente permanecían en escena durante sólo un breve período de tiempo).